# Veleučilište „Nikola Tesla“ u Gospiću
Veleučilište „Nikola Tesla“ u Gospiću  počelo je s radom 2006. godine. Danas je središte obrazovanja Ličko-senjske županije. Veleučilište djeluje u dva odjela. Poslovni i prometni odjel je u Gospiću, a Upravni odjel djeluje u Otočcu. Unutar Veleučilišta djeluje i studentski zbor, koji se brine o studentskom životu i promidžbi. Veleučilište ima knjižnicu te Centar za krš. Veleučilište je nazvano po znanstveniku Nikoli Tesli, koji se rodio u Smiljanu kraj Gospića.

## Odjeli
Poslovni i prometni odjel u Gospiću
- stručni studij Cestovni promet
- stručni studij Ekonomika poduzetništva

Upravni odjel u Otočcu
- stručni studij Upravni studij

## Vanjske poveznice
- Veleučilište Nikola Tesla u Gospiću Hrvatska tehnička enciklopedija, portal hrvatske tehničke baštine. LZMK